# Pados Gyula (operatőr)
Pados Gyula (Budapest, 1969. április 2. –) magyar operatőr.

## Élete
Dr. Pados Gyula híres diabetológus orvos fiaként született. 1990-ben vették fel a Színház- és Filmművészeti Egyetem operatőri szakára. Addig Zsigmond Vilmos kameraasszisztenseként dolgozott. Barátaival még főiskolásként céget alapított, ami napjainkban az ország harmadik legnagyobb reklámfilmstúdiója.
Már gyerekként érdekelte a filmkészítés, ezért eredetileg tévéműszerésznek készült („Hetedikes koromban közöltem szüleimmel, hogy TV-szerelő leszek, mert úgy éreztem, ez a szakma áll legközelebb a filmezéshez…”). Filmmániája akkor kezdődött, amikor kissrácként meglátta barátja, Bergendy Péter Super 8 mm-es filmkameráját, amellyel rövidfilmeket kezdtek forgatni. Mint a legfiatalabbnak, neki maradt a kameramann szerepe, s ez a koncepció később is megmaradt: az Állítsátok meg Terézanyut! című Bergendy-film képeit is ő készítette, 2004-ben.
Visszatérve a főiskolás évekre: ekkor Gazdag Gyula osztályába került, aki aztán külföldre való távozása miatt nem tudta végigvinni a csoportot. „Intuitív időszak volt” vallotta a 168 Óra riporterének. – Összezártak tizenkét embert, aki tök másként gondolkodott a filmről, a világról. Eleinte mindenki ragaszkodott az igazához.” Aztán csak sikerült közös nevezőre jutniuk a csapat tagjainak. Diplomamunkája a Hajnal címet kapta, mely Wim Wenders-díjat nyert, s ezen kívül még tizenhárom igen rangos elismerést. A főiskola operatőrszakát 1996-ban fejezte be.
Tanulmányai elvégzése után Angliában dolgozott, tengernyi kisfilm, továbbá újabb és újabb díjak következtek. Később kis költségvetésű nagyjátékfilmet, majd nagyköltségvetésűt is fényképezett, utána hazajött. „A színes, befogadó Angliát turistaként tudom igazán élvezni, maximum két hétig. Később a kabát is kikopik a vállamon, akkora a tömeg: fáraszt idegileg, lelkileg” – mondta.
Gyakorlatilag a Kontroll forgatókönyve hozta vissza szülőföldjére. Antal Nimród filmjének fényképezéséért több díjat is nyert. A Kontrollt a Sorstalanság valamint a Terézanyu követte, ráadásul egymással párhuzamosan. „Pénteken még a Sorstalanságot forgattam, hétfőn pedig már bárban táncoló fiatalokat, miközben azon csodálkoztam, hogy egyáltalán képes vagyok valakit úgy filmezni, hogy nincs szögesdrót a képben” – meséli a Cinemának. Ám megérte, ugyanis a 2004-es év ritka sikeresnek bizonyult életében: miután az év operatőrévé választották, megszülettek ikrei is, a díjakról nem is beszélve.

## AHajnalés ami azt követi
A Hajnal című film előtt kételyei voltak a tehetsége felől, az iskolát is abba akarta hagyni látván mások filmjeit, amelyek szerinte jobbak voltak, és „az emberek kirázták a kisujjukból”, míg ő vért izzadt saját munkái elkészítéséhez. Herskó János, akkori tanára megígértette vele, hogy leforgatja a Hajnal című kisfilmet, és csak ha azután is úgy érzi, hogy nem megy neki, akkor elmehet. A fejleményeket már tudjuk.
A film, amelynek nemcsak operatőre, hanem egyben rendezője is ő volt, egy olyan fiatalemberről szól, aki végig azt gondolja, hogy élete jó irányba halad, és a végén értetlenül döbben rá arra, hogy kudarcot vallott. A film alatt mi nézők persze világosan látjuk, hogy a főszereplő a szakadék felé halad. Ez a történet szolgált alapjául annak a kisfilmnek, amely később sokak tetszését elnyerte, és amelyik egy lavinát indított el Pados életében. Szintén 1991-ben a sikerekre felbuzdulva megrendezte a második kisfilmjét The Dance címmel, ennek ő már csak az operatőre volt, a rendező pedig Mispál Attila. A The Dance után négy évet kellett várni az újabb jelentősebb műre, ami szintén meghozta a gyümölcsét. A Charles Martin által írt, de David Moore által rendezett Meter Running-nak szintén Pados Gyula kiváló tehetsége adta meg azt a hangulatot, amely a 37 perces kisjátékfilmet különlegessé teszi. Egy évre a Meter Running leforgatása után Pados elkészítette az első, teljesen magyar stábbal forgatott kisfilmjét. Ez a film a 26 perces Angyal Utca 13., amit Lázár Ervin írt és Rátki Péter rendezett.
Ekkor visszatért Angliába forgatni, ahol az 1996-os év újabb két filmet hozott számára: az egyik a David Moore által rendezett The Star, míg a másik Terence Gross The Sin Eater című filmje. Pados mindkét filmjével meg volt elégedve, és ami fontosabb: Pados munkáját is mindenki csodálta. Erre bizonyíték az, hogy 2000-ben újta Terence Gross rendezésében forgatta a Hotel Splendid-et, ami később az előző filmjeihez hasonlóan díjazásban részesült. Újabb két év kihagyás után, 2002-ben jelent meg a The Heart of Me, amelyet Thaddeus O'Sullivan rendezett. Ez a film volt az utolsó, amit Pados külföldön forgatott.
Az ezután megjelenő három filmje már Magyarországon, magyar stábbal készül. 2003-ban felveszi az Antal Nimród által rendezett Kontroll című filmet, ami meghozta neki a hírnevet az itthoni közönség előtt is. Rá egy évre Bergendy Péter, gyermekkori barátja megkéri, legyen az Állítsátok meg Terézanyut! operatőre. Pados el is vállalta a munkát, ami újabb kihívást jelent számára. Az Állítsátok meg Terézanyut! forgatása után Pados pihenő nélkül belevág a Kertész Imre által írt Sorstalanság forgatásába, amit Koltai Lajos rendez. 2005 derekán fejeződik be a film forgatása. Azóta Pados „kikapcsolódásként” reklámfilmeken dolgozik, amik állítása szerint formában tartják, és általuk még sok új dolgot is tanulhat.

## Ahogy sikerült…
Pados Gyula neve a 2003-as Kontroll című filmmel vált igazán ismertté a hazai közönség előtt, bár már 1991 óta folyamatosan vesznek részt és kapnak díjakat filmjei a különböző nemzetközi filmfesztiválokon.
1991-ben a Hajnal című kisfilm hozza meg neki az első nagy sikereket: elnyeri az Oberhausen Film Festival Grand Prix díját, a Munich Film Festival Wim Wenders díját, a Potsdam Film Festival Grand Prix díját, és végül a Hungarian Film Festival Main Prize díját.
Pados, filmjének sikere láttán 1995-ben leforgatta az Angyal Utca 13. című filmet, amellyel elnyerte a Munich Film Festival legjobb operatőrnek járó címét.
1998-ban a Locarnói Nemzetközi Filmfesztivál újabb sikereket hozott számára: a  The Sin Eater című film forgatásáért elnyeri a Kodak Prize díjat.
A Hotel Splendide-el 2000-ben elnyeri a Sitges International Film Festival legjobb operatőrnek járó díjat.
Ezután három év kihagyás következett, ami végül meghozta gyümölcsét: a Kontroll című filmmel megkapja a Copenhagen International Film Festival legjobb operatőrnek járó elismerését, a Brothers Manaki International Film Festival Silver Camera díjat, és szintén a legjobb operatőrnek járó díjat a Hu.Film Week rendezvény keretén belül.
2004-ben szintén a Kontrollal megkapja a Aranyszem Operatőr Fesztiválon az Év operatőre díjat. Ugyanebben az évben Gundel művészeti díjjal tüntették ki.
2005-ben Balázs Béla-díjjal tüntették ki.

## Filmjei
- Hajnal (1991)
- The dance (1991)
- Angyal utca (1995)
- Meter running (1995)
- The star (1996)
- The sin eater (1996)
- Biztosítás (1998) rövidfilm
- Hotel splendid (2000)
- The heart of me (2002)
- Kontroll (2003)
- Állítsátok meg Terézanyut! (2004)
- Sorstalanság (2005)
- Elemi ösztön 2 (2006)
- Este (2007)
- A hercegnő (2008)
- Ragadozók  (2010)
- Az útvesztő: Tűzpróba (2015)
- Jumanji – Vár a dzsungel (2017)
- Az útvesztő: Halálkúra (2018)
- Jumanji – A következő szint (2019)
- Shazam! Az istenek haragja (2023)
- A majmok bolygója: A birodalom (2024)